# Herbert I. Leeds
Herbert I. Leeds (Manhattan, 13 de setembre de 1900 - Manhattan, 15 de maig de 1954) va ser un director de cinema i muntador estatunidenc.
Va yteballar per la Twentieth Century Fox, per a qui va dirigir una sèrie de pel·lícules de baix pressupost com Mr. Moto in Danger Island (1939). Durant la seva carrera va ser acreditat amb diferents noms, com Herbert Levy o Bert Levy.

## Filmografia seleccionada

### Director
- Five of a Kind (1938)
- Island in the Sky (1938)
- Charlie Chan in City in Darkness (1939)
- Mr. Moto in Danger Island (1939)
- The Return of the Cisco Kid (1939)
- Romance of the Rio Grande (1941)
- Manila Calling (1942)
- Blue, White and Perfect (1942)
- The Man Who Wouldn't Die (1942)
- It Shouldn't Happen to a Dog (1946)
- Bunco Squad (1950)

### Muntador
- Two Against the World (1932)
- Week-End Marriage (1932)
- The Life of Jimmy Dolan (1933)
- The Narrow Corner (1933)
- Madame du Barry (1934)
- Gentlemen Are Born (1934)